# Andrea Cordero Lanza di Montezemolo
Andrea Cordero Lanza di Montezemolo (Turim, 27 de agosto de 1925 - 19 de novembro de 2017) foi um prelado italiano, cardeal-arcipreste emérito da Basílica de São Paulo fora dos Muros.
Atuou em várias nunciaturas apostólicas pelo mundo, até ser nomeado arcipreste da Basílica de São Paulo fora dos Muros em 31 de maio de 2005. Foi proclamado cardeal-diácono de Santa Maria in Portico Campitelli por Bento XVI em 24 de março de 2006, sendo-lhe imposto o barrete cardinalício em 17 de julho do mesmo ano. Em 20 de Junho de 2016 foi elevado a Cardeal Presbítero.